# Pilana jada
Pilana jada je četvrta knjiga u seriji Niz nesretnih događaja koju je napisao Daniel Handler pod pseudonimom Lemony Snicket. Izdana je u travnju 2000. godine.

## Radnja
Klaus, Violeta i Sunčica su u vlaku na putu u grad Paltryville. Njihov novi dom bit će pilana Sretni Mirisi. Pri dolasku vide zgradu u obliku oka. Naravno da se odmah sijete Olafa i toga da im je on sigurno za petama. Siročad saznaju da moraju raditi u pilani kao dio dogovora. Gospodin, njihov novi skrbnik, čije se lice ne vidi zbog oblaka dima kojeg stvara njegova cigareta, će pokušati držati Olafa podalje od djece.
Charles, Gospodinov suradnik, im pokaže knjižnicu u kojoj se nalaze tri knjige. Knjiga o povijesti pilane,knjiga o konstrukciji grada i knjiga koju je donirala doktorica Orwell, koja živi u zgradi u obliku oka. Doktorica Orwell je po zanimanju okulist.
Tu je i nepristojni nadglednik Baudelairovih, Flacutono. On namjerno gurne Klausa koji zbog pada razbije naočale i mora posjetiti doktoricu Orwell. Nakon što se Klaus vrati, satima poslije, ponaša se jako čudno. Kao da je u transu. Idući dan Naglednik da Klausu zadatak da radi na stroju za tiskanje. On slučajno ispusti stoj na Phila, ambicioznog suradnika. On u boli reče neku nepoznatu riječ i Klaus se vrati u normalu. Flacturno, naglednik, ponovno gurne Klausa kojemu se naočale ponovno razbiju. No ovoga puta Violeta i Sunčica odlaze s njim.
Siročad pokuca na vrata zgrade u obliku oka i doktorica Orwell ih primi. Violeta odmah pomisli da je ona prerušeni grof Olaf. Doktorica Orwell je jako ugodna i reče Violeti i Sunčici da pričekaju u čekaonici. Njih dvije tako upoznaju Orwellinu tajnicu Shirley. Klaus je opet u transu pa Violeta shvati da ga doktorica Orwell vjerojatno hipnotizira i da ona vjerojatno surađuje s Olafom.
Kada se vrate u pilanu siročad pronađe poruku od Gospodina na kojoj piše da ako se dogodi još jedan incident, Baudelairovi će biti predani u Shirleyinu skrb.
Violeta i Sunčica stave Klausa u krevet i odlaze u knjižnicu te čitaju knjigu koju je donirala doktorica Orwell. U njoj nađu poglavlje o hipnotiziranju i upravljanju umom pomoću jedne riječi. Tada čuju pilu koja je upaljena prije vremena. Oni pojure prema njoj i vide Charlesa privezanog za komad drva koji se približava pili. Vide hipnotiziranog Klausa kako upravlja pilom. Violeta shvati da riječ SRETNO upravlja njegovim umom i tako mu naredi da oslobodi Charlesa. No Flacutono mu naredi da nastavi. Dolaze doktorica Orwell i Olaf koji je do tada bio maskiran u Shirley. Orwell i Sunčica započnu borbu. Orwellica sa svojim štapom, a Sunčica sa svojim zubima kao oružjem. Sunčica gurne doktoricu Orwell u pilu i ona pogine taman kada gospodin Poe i Gospodin stignu. Siročad im objasni što se dogodilo. Knjiga završava s Olafom zaključanim u knjižnici. No on baci Orwellinu knjigu kroz prozor i pobjegne s Flacutonom.